# Leuctra concii
Leuctra concii är en bäcksländeart som beskrevs av Giovanni Consiglio 1958. Leuctra concii ingår i släktet Leuctra och familjen smalbäcksländor. Inga underarter finns listade i Catalogue of Life.